# Abanycha pulchricollis
Abanycha pulchricollis är en skalbaggsart som först beskrevs av Bates 1885.  Abanycha pulchricollis ingår i släktet Abanycha och familjen långhorningar.
Artens utbredningsområde är Guatemala. Inga underarter finns listade i Catalogue of Life.